# Killing Stalking
Killing Stalking (koreanisch: 킬링 스토킹) ist ein südkoreanischer Manhwa, geschrieben und illustriert von Koogi. Er wurde online auf Koreanisch und Englisch auf der Plattform Lezhin Comics veröffentlicht und gewann den mit  100.000.000 ₩ dotierten Grand Prize Award beim Second Lezhin World Comics Contest.
Die Serie wurde von April 2019 bis Juli 2021 in deutscher Sprache von Altraverse veröffentlicht.

## Inhalt
Die Geschichte folgt Yoon Bum, einem jungen, psychisch kranken Mann mit einer schwierigen Vergangenheit. Nachdem er sich in Oh Sangwoo verliebt hat, einen Kameraden aus seiner Zeit beim Militär, der ihn vor einem Vergewaltigungsversuch gerettet hat, beschließt er, in Sangwoos Haus einzudringen, während dieser nicht zu Hause ist. Yoon Bum findet in Sangwoos Keller eine gefesselte, zerschundene Frau. Bevor er sie befreien kann, wird er von Sangwoo entdeckt, der sich als Serienmörder entpuppt. Sangwoo bricht Bum daraufhin die Knöchel und trotz Yoon Bums früherer Liebe zu ihm, bringt Sangwoo Bum bis zum Schluss in eine höchst missbräuchliche und manipulative Beziehung.
Der Ermittler Yang versucht indessen herauszufinden, wen Sangwoo in seinem Haus versteckt hält, da er Verdacht geschöpft hat – insbesondere nachdem er das Video eines Fluchtversuchs von Bum gesehen hat.
Die insgesamt 14 durchgehend farbig illustrierten Einzelbände sind in drei Serien unterteilt, wobei die ersten beiden je vier Bände enthalten, während die finale Serie mit 6 Bänden etwas umfangreicher ist. Eine Leseprobe ist auf der Seite des Verlages verfügbar.

## Charaktere

### Yoon Bum (윤범)
Der untergewichtige Yoon Bum ist die Hauptfigur der Geschichte. Da seine Eltern starben, als er noch klein war, wurde Bum zu seiner Großmutter und seinem Onkel gegeben, die ihn schwer misshandelten, vergewaltigten und hungern ließen. Dadurch wurde Yoon Bum zu einem lebenslang misshandelten Opfer, denn er wurde auch in der Schule gemobbt und beim Militär sexuell missbraucht wurde. Auch Oh Sangwoo, in den Bum verliebt ist, missbrauchte den Außenseiter auf verschiedene Weise, will sich jedoch zugleich seine uneingeschränkte Unterstützung sichern, indem er ihn zum Mittäter macht.
Bum ist daher ein stiller, schüchterner, ängstlicher und sensibler Mensch, der an BPS leidet und oft soziale Probleme hat. Er ist überaus anhänglich und sehnt sich nach Zuneigung, da er noch nie geliebt wurde. Um mit den Misshandlungen seines Onkels, seiner Einsamkeit und dem Gefühl, von niemandem gebraucht zu werden, fertig zu werden, ritzte sich Yoon Bum in der Vergangenheit regelmäßig an den Pulsadern.

### Oh Sangwoo (오상우)
Der gut aussehende Oh Sangwoo ist die zweite Hauptfigur des Manhwas, der Hauptantagonist. Auch seine Eltern sind bereits tot, wobei nicht klar ist, ob er damit etwas zu tun hat. Hinter seiner falschen Fassade als reicher Sonnyboy ist er in Wirklichkeit ein grausamer und skrupelloser Mensch, der Menschen entführt, missbraucht, foltert, vergewaltigt und tötet und dabei weder Gnade für seine Opfer noch Reue für seine Taten zeigt. Er ist hochgradig narzisstisch und manipulativ, wobei er dennoch auf die Bewunderung anderer angewiesen ist. Sangwoo gibt dabei mitunter vor, sich um andere zu kümmern, nur um sie dann fallen zu lassen und zu misshandeln, wenn ihm danach ist.

### Yang Seungbae (양승배)
Yang Seungbae ist ein ehemaliger Polizeikommissar, der zum Streifenpolizisten degradiert wurde. Wie sein Vorgesetzter meint, scheint er sich zu sehr in die Ermittlungen einzumischen und vertraut seinen (meist zutreffenden) Intuitionen, selbst wenn es an handfesten Beweisen mangelt. Er ist pflichtbewusst, neigt zu Skepsis und zweifelt oft an den Schlussfolgerungen anderer. Diese Eigenschaften erweisen sich jedoch mitunter als nachteilig, da sie ihn seine frühere Position als Ermittler gekostet haben. Yang Seungbaes hat seinen Vater durch einen Mord, der nur unzureichend aufgeklärt wurde, verloren.